# John LaBarbera
John LaBarbera (* 10. November 1945 in Warsaw (New York)) ist ein amerikanischer Trompeter des Modern Jazz, der vor allem als Arrangeur hervorgetreten ist.

## Leben und Wirken
LaBarbera stammt aus einer Musikerfamilie – seine Brüder sind der Schlagzeuger Joe LaBarbera und der Holzbläser Pat LaBarbera. Musikunterricht bekam er von seinem Vater; er begann mit fünf Jahren Kornett zu erlernen und spielte bereits mit sieben Jahren mit seinen Eltern und Brüdern in der Familienband. Nach einer Ausbildung am Berklee College of Music wirkte er ab 1968 bei Buddy Rich, wo er auch Tony Bennett begleitete. Er wechselte dann ins von Buddy DeFranco geleitete Glen Miller Orchestra, wo er die alten Arrangements überarbeitete. Dann schrieb er Arrangements für Rich, Woody Herman und Count Basie; auch war er auf Aufnahmen mit Horace Arnold und dem Mahavishnu Orchestra zu hören.
In den Folgejahren arrangierte er auch für Dizzy Gillespie, Sammy Davis Jr., Mel Tormé, Chaka Khan, Harry James, Bill Watrous (The Tiger of San Pedro), Al Cohn, Bill Perkins und Phil Woods. Des Weiteren ist John Mitbegründer der Frauen-Bigband Diva. LaBarbera leitete das Jazz-Ensemble an der Cornell University und lehrt als außerordentlicher Professor an der University of Louisville Jazz, Musikindustrie und MIDI/Computer-Techniken in Musik.
Er leitete seine eigene Bigband, mit der er zwei Alben eingespielt hat; das Album On the Wild Side wurde 2004 für einen Grammy nominiert.

## Lexikalische Einträge
- Philippe Carles, André Clergeat, Jean-Louis Comolli: Le nouveau dictionnaire du jazz. R. Laffont: Paris 2011; ISBN 978-2-221-11592-3
- Wolf Kampmann (Hrsg.), unter Mitarbeit von Ekkehard Jost: Reclams Jazzlexikon. Reclam, Stuttgart 2003, ISBN 3-15-010528-5.